# Tianchang
Tianchang is een stad in de oostelijke provincie Anhui, Volksrepubliek China. Tianchang ligt in de prefectuur Chuzhou. Tianchang heeft meer dan 100.000 inwoners. In Tianchang is een gevangenis. De gevangenen moeten in de Farm van Tianchang werken.